# Admir Mehmedi
Admir Mehmedi, est né le 16 mars 1991 à Gostivar en République fédérative socialiste de Yougoslavie, est un ancien footballeur international suisse évoluant au poste d'attaquant de 2008 à 2023.
Il a participé aux JO en 2012, à la Coupe du monde 2014 et à l'Euro 2016 et 2020 en 2021 sous les couleurs de l'équipe de Suisse.

## Biographie
Admir Mehmedi fait partie de la minorité albanaise de Macédoine. Il arrive de Macédoine en Suisse à l’âge de 2 ans où il rejoint son père ingénieur devenu pizzaïolo. Il grandit au Tessin puis déménage à Winterthour.

### Carrière en club

#### Début professionnel en Suisse
De 2008 à 2012, Admir Mehmedi a porté le maillot no 25 du FC Zurich où il a joué 146 matchs et marqué 29 buts pour le club suisse.
Mehmedi découvre le Championnat de Suisse de football le 20 juillet 2008 en remplaçant Dusan Djuric à la 80e. Il marque son premier but en Super League le 24 août 2008 face au FC Sion.
Mehmedi participe avec le club du FC Zurich aux matchs de Ligue des champions de l'UEFA et Ligue Europa.
En juillet 2011, Mehmedi marque son premier but en Champions League d'une superbe volée et permet à l'équipe zurichoise d’engranger un point face à l'équipe du Standard de Liège. Au match retour, le jeune joueur offre la victoire a son équipe en gagnant son duel face au gardien adverse.
En septembre 2011, Mehmedi marque son premier but en Ligue Europa face à l'équipe roumaine du FC Vaslui.
Son ancien coach au FC Zurich, Bernard Challandes ne doute pas de son talent et explique qu'il possède une technique au-dessus de la moyenne et ne rechigne pas au travail défensif. Ainsi il peut évoluer, grâce à ses qualités en tant que neuf et demi ou comme attaquant de soutien. Bernard Challandes dit aussi : C’est un garçon très intelligent qui parle quatre ou cinq langues. Il a su transformer une confiance en lui jadis excessive en une approche beaucoup plus sereine du métier.

#### Transfert vers l'Ukraine
Le 6 janvier 2012, le jeune attaquant signe en faveur du club du Dynamo Kiev un contrat portant jusqu'en 2016. Mehmedi marque son premier but avec le Dynamo Kiev lors de son 2e match de championnat. Il marque la troisième réalisation de son club à la 95e face au club du Kryvbass Kryvyï Rih.

#### L'aventure allemande avec Fribourg (2013-2015), le Bayer Leverkusen (2015-2018) et Wolfsburg (2018-2022)
En 2013, Mehmedi est prêté pour une durée d'un an par le club ukrainien au SC Freiburg. Il rejoint ainsi son compatriote Gelson Fernandes au sein du club allemand. À la suite de ses 12 buts dans le championnat allemand et à son rôle important dans l'équipe, le SC Freiburg décide d'acheter le joueur suisse pour son contingent pour une somme estimée à 6 millions d'euros. Mais malheureusement après 32 matchs et 7 buts, il ne peut empêcher la relégation de Fribourg en 2. Bundesliga à la fin de la saison 2014-15.
Le 11 juin 2015, Admir Mehmedi rejoint le club du Bayer Leverkusen,. En janvier 2017, Admir a trouvé le chemin des filets lors de son égalisation pendant le match Bayer Leverkusen vs FC Ingolstadt 04 en Bundesliga, il signe ainsi sa 3e réussite de l'exercice mais n'a pas pu empêcher la défaite des siens à domicile (2-1). Il quitte le club en janvier 2018.
Le 31 janvier 2018, il rejoint le club de Bundesliga, VfL Wolfsburg,. Septembre 2018, il signe dans les arrêts de jeu le but égalisateur de Wolfsburg face au Hertha Berlin (93e/2-2). Il était entré en jeu à la 63e.
Février 2019, il inscrit ses 4e et 5e buts de la saison en Bundesliga. il a réussi à tromper deux fois Yann Sommer, ce qui offre une victoire 3-0 à Wolfsburg sur la pelouse du Borussia Mönchengladbach. En septembre 2019, il marque ce qui a permis à son équipe, Wolfsburg, de prendre un point contre le TSG Hoffenheim (1-1). En octobre 2020, lors de l'Europa League, Admir marque le seul but de Wolfsburg, la partie sera gagnée par l'AEK Athènes. En décembre 2020, il se blesse au tendon d'Achille et ne jouera sûrement plus pendant un moment, jusqu'à la fin de l'année.

#### Départ en Turquie à Antalyaspor (2022-2023)
En janvier 2022, il annonce son départ de Wolfsburg, une demi-saison avant la fin de son contrat et poursuivra ainsi sa carrière en Turquie, à l'Antalyaspor où Il a signé un contrat de 2 ans et demi. Il quitte le club en juillet 2023, après seulement après 1 saison.

### Carrière internationale

#### Avec les moins de 17 ans et moins de 19 ans
Avec les moins de 17 ans, il participe au championnat d'Europe des moins de 17 ans en 2008. Lors de cette compétition organisée en Turquie, il joue trois matchs. Avec un bilan d'une victoire et deux défaites, la Suisse ne dépasse pas le premier tour du tournoi.
Avec les moins de 19 ans, il participe au championnat d'Europe des moins de 19 ans en 2009. Lors de cette compétition organisée en Ukraine, il joue trois matchs. Avec un bilan d'une victoire, un nul et une défaite, la Suisse ne dépasse pas le premier tour du tournoi. Après le championnat d'Europe, il se met en évidence en inscrivant de nombreux buts, notamment un doublé en amical contre la Grèce.

#### Avec les espoirs suisses
En 2011, il participe à l'Euro M21 organisé au Danemark avec la sélection des espoirs suisses. Mehmedi joue comme unique attaquant de pointe, avec des joueurs tels que Fabian Frei, Innocent Emeghara et Xherdan Shaqiri en soutien. Il marque trois buts lors du tournoi : un doublé contre la Biélorussie et un but contre la Tchéquie à la 114e minute. Il permet à son équipe de se qualifier pour la finale face à l'Espagne. La Suisse s'incline finalement 0-2 face aux jeunes espagnols.
Avec ses trois buts, Mehmedi obtient le soulier d'argent de la compétition. Le jeune joueur fait également partie de l'équipe type du Championnat d'Europe de football espoirs 2011.

#### Avec l'équipe de Suisse olympique
En juillet 2012, Mehmedi participe aux Jeux olympiques d'été de 2012 à Londres. Lors du premier match de la Suisse face au Gabon, Mehmedi inscrit le seul but de son équipe sur penalty. Le match se clôt par un match nul 1-1.
Il joue un total de trois matchs lors du tournoi olympique. Avec un bilan d'un nul et deux défaites, la Suisse est éliminée dès le premier tour.

#### Avec l'équipe nationale A

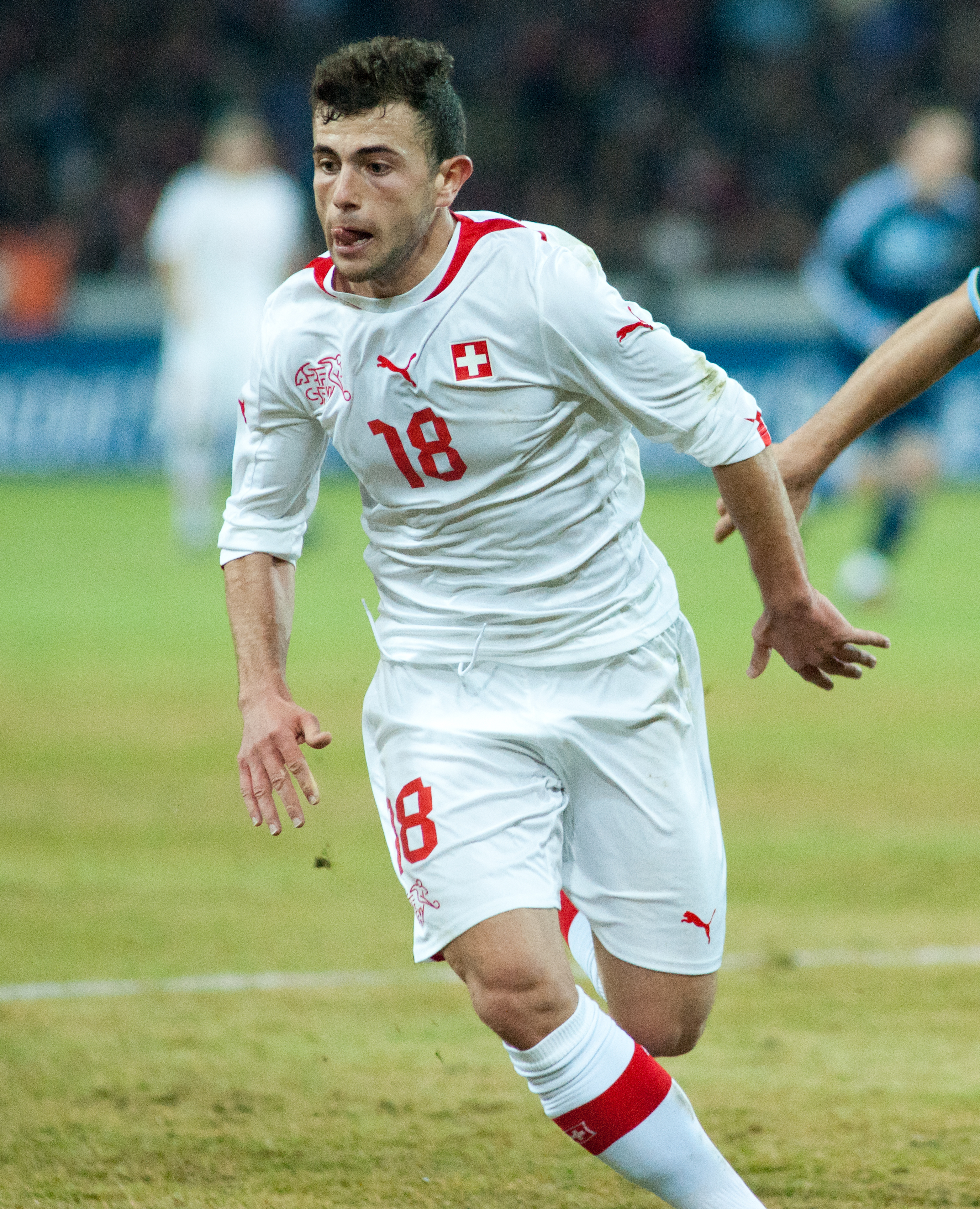
Mehmedi avec la sélection suisse en 2012.

Admir Mehmedi est convoqué par le sélectionneur national Ottmar Hitzfeld pour le match de qualification à l'Euro 2012 face à l'Angleterre le 4 juin 2011 : Quand j'étais petit, j'ai toujours rêvé de jouer pour l'équipe nationale un jour. Maintenant, ce rêve devient réalité. D'être nommé pour l'équipe A par un grand entraîneur comme Ottmar Hitzfeld est un grand honneur pour moi - et le couronnement d'une saison fantastique avec le FCZ. Il fait partie des trois néophytes appelés par Ottmar Hitzfeld qui sont Innocent Emeghara et Granit Xhaka.
Il fait partie de la nouvelle génération d'origine albanaise très prometteuse de l'équipe de Suisse avec Xherdan Shaqiri, Granit Xhaka, Amir Abrashi,Blerim Dzemaili, Pajtim Kasami et Almen Abdi.
En mai 2012, Mehmedi inscrit son premier but international avec la Nati. Il marque la cinquième réalisation de son équipe face à l'Allemagne en battant le gardien adverse, Marc-André ter Stegen.
Lors du premier match de la Suisse lors de la Coupe du monde 2014, il marque un but de la tête contre l'Équateur.
Lors de la phase de poule contre la Roumanie lors de l'Euro 2016, il marque un but égalisateur (1-1) qui assurera pratiquement la qualification Suisse pour les 8es de finale.
Le 26 juillet 2021, il annonce sa retraite internationale quelques jours après la fin de l'Euro 2020, qu'il a notamment joué. Il faut aussi dire qu'il a inscrit le cinquième tir au but décisif contre la France, le 28 juin dernier, en huitième de finale de l’Euro.

## Statistiques

### Statistiques détaillées
| Saison                | Club                  | Championnat           | Championnat | Championnat | Coupe(s) nationale(s) | Coupe(s) nationale(s) | Supercoupe | Supercoupe | Compétition(s) continentale(s) | Compétition(s) continentale(s) | Compétition(s) continentale(s) | Total | Total |
| Saison                | Club                  | Division              | M.          | B.          | M.                    | B.                    | M.         | B.         | Comp.                          | M.                             | B.                             | M.    | B.    |
| 2008-2009             | FC Zurich             | Super League          | 11          | 2           | 2                     | 0                     | -          | -          | C3                             | 2                              | 0                              | 15    | 2     |
| 2009-2010             | FC Zurich             | Super League          | 22          | 3           | 2                     | 3                     | -          | -          | C1                             | 2                              | 0                              | 26    | 6     |
| 2010-2011             | FC Zurich             | Super League          | 33          | 10          | 4                     | 3                     | -          | -          | -                              | -                              | -                              | 37    | 13    |
| 2011-2012             | FC Zurich             | Super League          | 18          | 4           | 3                     | 1                     | -          | -          | C1+C3                          | 4+6                            | 2+1                            | 31    | 8     |
| Sous-total            | Sous-total            | Sous-total            | 84          | 19          | 11                    | 7                     | -          | -          | -                              | 14                             | 3                              | 109   | 29    |
| 2011-2012             | Dynamo Kiev           | Premier Liga          | 9           | 1           | -                     | -                     | -          | -          | -                              | -                              | -                              | 9     | 1     |
| 2012-2013             | Dynamo Kiev           | Premier Liga          | 16          | 0           | 4                     | 3                     | -          | -          | C1+C3                          | 3+2                            | 0+0                            | 25    | 3     |
| Sous-total            | Sous-total            | Sous-total            | 25          | 1           | 1                     | 0                     | -          | -          | -                              | 5                              | 0                              | 31    | 1     |
| 2013-2014             | SC Freiburg           | Bundesliga            | 32          | 12          | 3                     | 0                     | -          | -          | C1                             | 5                              | 1                              | 40    | 13    |
| 2014-2015             | SC Freiburg           | Bundesliga            | 28          | 4           | 4                     | 3                     | -          | -          | -                              | -                              | -                              | 32    | 7     |
| Sous-total            | Sous-total            | Sous-total            | 60          | 16          | 7                     | 3                     | -          | -          | -                              | 5                              | 1                              | 72    | 20    |
| 2015-2016             | Bayer Leverkusen      | Bundesliga            | 28          | 2           | 2                     | 0                     | -          | -          | C1+C3                          | 7+4                            | 5+0                            | 41    | 7     |
| 2016-2017             | Bayer Leverkusen      | Bundesliga            | 22          | 3           | 2                     | 0                     | -          | -          | C1                             | 6                              | 1                              | 30    | 4     |
| 2017-2018             | Bayer Leverkusen      | Bundesliga            | 12          | 2           | 3                     | 0                     | -          | -          | -                              | -                              | -                              | 15    | 2     |
| Sous-total            | Sous-total            | Sous-total            | 62          | 7           | 7                     | 0                     | -          | -          | -                              | 17                             | 6                              | 86    | 13    |
| 2017-2018             | VfL Wolfsburg         | Bundesliga            | 5           | 1           | 1                     | 0                     | -          | -          | -                              | -                              | -                              | 6     | 1     |
| 2018-2019             | VfL Wolfsburg         | Bundesliga            | 26          | 6           | 2                     | 1                     | -          | -          | -                              | -                              | -                              | 28    | 7     |
| 2019-2020             | VfL Wolfsburg         | Bundesliga            | 21          | 2           | -                     | -                     | -          | -          | C3                             | 5                              | 2                              | 26    | 4     |
| 2020-2021             | VfL Wolfsburg         | Bundesliga            | 18          | 0           | 1                     | 0                     | -          | -          | C3                             | 3                              | 2                              | 22    | 2     |
| 2021-2022             | VfL Wolfsburg         | Bundesliga            | 1           | 0           | 1                     | 0                     | -          | -          | C1                             | -                              | -                              | 2     | 0     |
| Sous-total            | Sous-total            | Sous-total            | 71          | 9           | 5                     | 1                     | -          | -          | -                              | 8                              | 4                              | 84    | 14    |
| 2021-2022             | Antalyaspor           | Süper Lig             | 7           | 1           | 1                     | 0                     | -          | -          | -                              | -                              | -                              | 8     | 1     |
| 2022-2023             | Antalyaspor           | Süper Lig             | 10          | 0           | 2                     | 0                     | -          | -          | -                              | -                              | -                              | 12    | 0     |
| Sous-total            | Sous-total            | Sous-total            | 17          | 1           | 3                     | 0                     | -          | -          | -                              | 8                              | 4                              | 28    | 5     |
| Total sur la carrière | Total sur la carrière | Total sur la carrière | 319         | 52          | 34                    | 11                    | -          | -          | -                              | 49                             | 14                             | 402   | 77    |

### Buts internationaux
| #   | Date             | Lieu                        | Adversaire  | Score | Résultat | Compétition                       |
| --- | ---------------- | --------------------------- | ----------- | ----- | -------- | --------------------------------- |
| 1.  | 26 mai 2012      | Bâle, Suisse                | Allemagne   | 5-3   | Victoire | Match amical                      |
| 2.  | 15 juin 2014     | Brasilia, Brésil            | Équateur    | 2-1   | Victoire | Coupe du monde 2014               |
| 3.  | 9 octobre 2015   | Saint-Gall, Suisse          | Saint-Marin | 7-0   | Victoire | Éliminatoires Euro 2016           |
| 4.  | 3 juin 2016      | Lugano, Suisse              | Moldavie    | 2-1   | Victoire | Match amical                      |
| 5.  | 15 juin 2016     | Paris, France               | Roumanie    | 1-1   | Nul      | Euro 2016                         |
| 6.  | 6 septembre 2016 | Bâle, Suisse                | Portugal    | 2-0   | Victoire | Qualification Coupe du monde 2018 |
| 7.  | 10 octobre 2016  | Andorre-la-Vieille, Andorre | Andorre     | 2-1   | Victoire | Qualification Coupe du monde 2018 |
| 8.  | 8 septembre 2018 | Saint-Gall, Suisse          | Islande     | 6-0   | Victoire | Match amical                      |
| 9.  | 8 septembre 2019 | Sion, Suisse                | Gibraltar   | 4-0   | Victoire | Éliminatoires Euro 2020           |
| 10. | 11 novembre 2020 | Louvain, Belgique           | Belgique    | 1-2   | Défaite  | Match amical                      |

## Palmarès

### Titres remportés en sélection nationale
- Suisse Espoirs
  - Championnat d'Europe espoirs
    - Finaliste : 2011

### Titres remportés en club
- FC Zurich
  - Championnat de Suisse
    - Champion : 2009
    - Vice-Champion : 2011
- Dynamo Kiev
  - Championnat d'Ukraine
    - Vice-Champion : 2012

### Distinctions personnelles
En 2008
- Meilleur joueur du Tournoi Juniors FIFA / Blue Stars[37],[38]

En 2011
- Soulier d'argent du Championnat d'Europe de football espoirs 2011 avec 3 réalisations[39]
- Membre de l'équipe type du Championnat d'Europe de football espoirs 2011[40].